# New Tredegar
New Tredegar (en anglais) ou Tredegar Newydd (en gallois) est une ville et une communauté du borough de comté de Caerphilly, au pays de Galles.
Située dans la vallée de la Rhymney, la communauté comprend également le village de Brithdir (en).
Au recensement de 2011, elle comptait 4 966 habitants.